# Kabinett des Großherzogtums Baden (1806–1817)
Die nachfolgende Liste des badischen Kabinettsrats, welcher die Landesregierung von Baden bis 1817 bildete, ist noch unvollständig und die Zeitangaben sind in der hier vorliegenden Literatur teilweise ungenau:
| Amt                               | Name |
| --------------------------------- | --- |
| Leitende Staatsminister           | Ludwig Markgraf von Baden bis 1807                                                                              |
| Leitende Staatsminister           | Emmerich Joseph Freiherr von Dalberg Juli bis November 1808 provisorischer Kabinettsdirektor                    |
| Leitende Staatsminister           | Carl Wilhelm Freiherr Marschall von Bieberstein 1808 bis 1809                                                   |
| Leitende Staatsminister           | Sigismund Karl Johann Freiherr von Reitzenstein 1809 bis März 1810                                              |
| Leitende Staatsminister           | Konrad Carl Freiherr von Andlaw-Birseck 1810                                                                    |
| Leitende Staatsminister           | Christian Heinrich Freiherr Gayling von Altheim 1810 bis 1811                                                   |
| Leitende Staatsminister           | Karl Christian Freiherr von Berckheim 1812 bis 1817                                                             |
| Leitende Staatsminister           | Sigismund Karl Johann Freiherr von Reitzenstein 1817 (zum 2. Mal)                                               |
| Äußeres und großherzogliches Haus | Georg Ludwig Freiherr von Edelsheim 1793 bis März 1808                                                          |
| Äußeres und großherzogliches Haus | Carl Wilhelm Freiherr Marschall von Bieberstein 1808 bis 1809                                                   |
| Äußeres und großherzogliches Haus | Emmerich Joseph Freiherr von Dalberg 1809                                                                       |
| Äußeres und großherzogliches Haus | Sigismund Karl Johann Freiherr von Reitzenstein 1809 bis März 1810                                              |
| Äußeres und großherzogliches Haus | Christian Heinrich Freiherr Gayling von Altheim 1810 bis 1811                                                   |
| Äußeres und großherzogliches Haus | Karl Christian Freiherr von Berckheim 1812 bis 1815                                                             |
| Äußeres und großherzogliches Haus | Karl Freiherr von Hacke vom 7. April 1815 bis zum 15. Juli 1817                                                 |
| Inneres                           | Carl Wilhelm Freiherr Marschall von Bieberstein 1806 bis 1807                                                   |
| Inneres                           | Johann Nicolaus Friedrich Brauer 1806 bis 1807                                                                  |
| Inneres                           | … |
| Inneres                           | Carl Wilhelm Freiherr Marschall von Bieberstein 1810 bis 1811                                                   |
| Inneres                           | … |
| Inneres                           | Carl Wilhelm Freiherr Marschall von Bieberstein 1813                                                            |
| Inneres                           | Karl Christian Freiherr von Berckheim vom 22. Oktober 1813 bis zum 15. Juli 1817                                |
| Justiz                            | Christian Heinrich Freiherr Gayling von Altheim 1807 bis 1809                                                   |
| Justiz                            | Ludwig Wilhelm Alexander von Hövel seit dem 31. Dezember 1809                                                   |
| Finanzen                          | Ludwig Markgraf von Baden 1806 bis 1807                                                                         |
| Finanzen                          | Christian Heinrich Freiherr Gayling von Altheim bis 1807                                                        |
| Finanzen                          | … |
| Finanzen                          | Bernhard Friedrich von Türckheim 4. November 1809 bis 11. Dezember 1810                                         |
| Finanzen                          | Christian Heinrich Freiherr Gayling von Altheim 1811 bis 1812                                                   |
| Finanzen                          | … |
| Finanzen                          | Albrecht Freiherr von Seckendorff vom 9. Februar 1814 bis zum 7. April 1815                                     |
| Finanzen                          | Vakant; lediglich geschäftsführend: Ministerialdirektor Ernst Philipp von Sensburg, seit 7. April 1815 bis 1817 |
| Krieg                             | Ludwig Markgraf von Baden bis 1807                                                                              |
| Krieg                             | General der Kavallerie Karl Freiherr von Geusau 7. März 1808 bis 17. September 1808                             |
| Krieg                             | Geheimrat Karl Friedrich Fischer 1808 bis 1814 (?)                                                              |
| Krieg                             | Konrad Freiherr von Schäffer seit dem 16. August 1814                                                           |